# Brunia oblongifolia
Brunia oblongifolia är en tvåhjärtbladig växtart som först beskrevs av Neville Stuart Pillans, och fick sitt nu gällande namn av Class.-bockh. och E.G.H.Oliv. Brunia oblongifolia ingår i släktet Brunia och familjen Bruniaceae. Inga underarter finns listade.